# پولسویل (مریلند)
پولسویل (به انگلیسی: Poolesville) شهری در ایالت مریلند کشور ایالات متحده آمریکا است که جمعیت آن در سرشماری سال ۲۰۱۰ میلادی، ۴٬۸۸۳ نفر بوده‌است.